# Citoquinesi

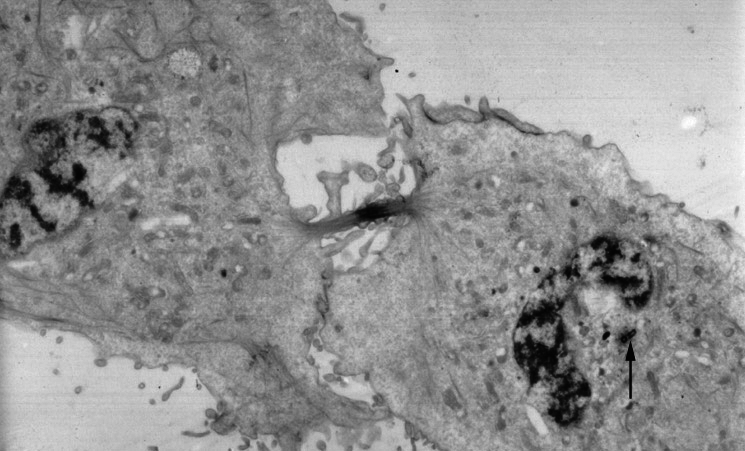
Una cèl·lula que gairebé ha completat la citocinesi. El centrosoma està marcat per una fletxa de punts.

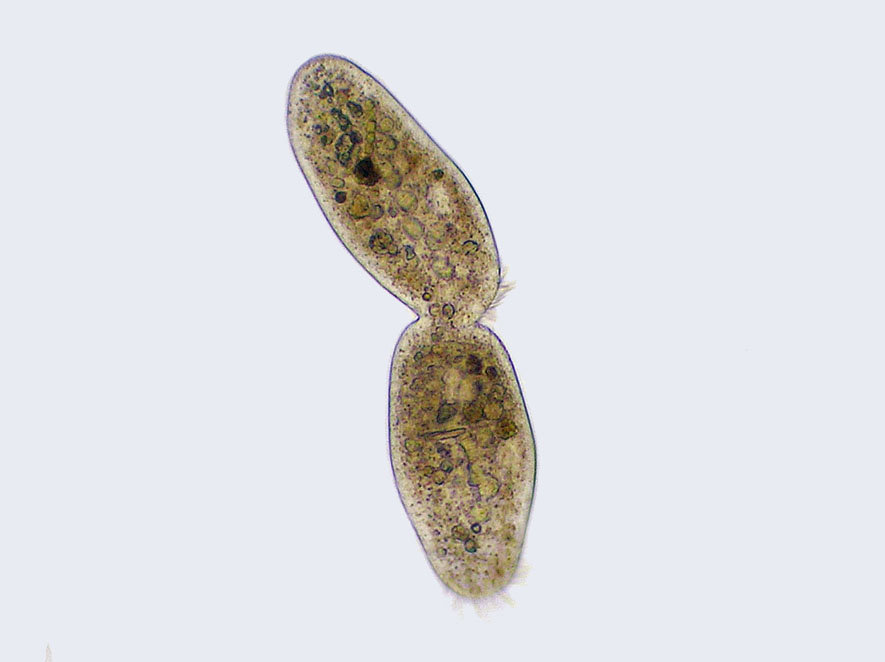
Un ciliat experimentant la citoquinesi

La citoquinesi o citocinesi (del grec: Cytokinesis, de cyto- (cèl·lula) i kinesis (moviment)), és el procés en el qual el citoplasma d'un organisme eucariota unicel·lular es divideix per formar dues cèl·lules filles. Normalment, s'inicia durant els darrers estadis de la mitosi i, de vegades, de la meiosi, dividint una cèl·lula mitòtica en dues per assegurar que es manté el nombre de cromosomes d'una generació a la següent. En les cèl·lules animals una excepció notable al procés normal de citoquinesi és l'oogènesi (la creació d'un òvul en el fol·licle ovarià de l'ovari) on l'òvul pren gairebé tot el citoplasma i orgànuls deixant molt poc per als cossos polars i, aleshores, mor. En les cèl·lules vegetals una estructura en divisió coneguda com la placa cel·lular es forma a través del centre del citoplasma i una nova paret cel·lular es forma entre les dues cèl·lules filles. La citoquinesi es distingeix del procés procariòtic conegut com a fissió binària.

## Mecanisme
El seu mecanisme és diferent a la cèl·lula animal (per estrangulació) o vegetal (per tabicació):
- En cèl·lules animals la formació d'un solc de divisió implica una expansió de la membrana en aquesta zona i una contracció progressiva causada per un anell perifèric contràctil d'actina associada a miosina. Aquest anell produirà la separació de les dues cèl·lules filles per estrangulació del citoplasma.
- Les cèl·lules vegetals tenen un procés diferent de divisió, que consisteix en l'acumulació de vesícules procedents de l'aparell de Golgi que contenen elements de la paret cel·lular-a la zona mitjana de la cèl·lula. Les vesícules es fusionen i entren en contacte amb les parets laterals de la cèl·lula. D'aquesta manera s'origina l'envà o fragmoplast que farà possible la divisió cel·lular.